# Bussigny-sur-Oron
Pour les articles homonymes, voir Bussigny (homonymie) et Oron.
Bussigny-sur-Oron est une localité et une ancienne commune suisse du canton de Vaud, située dans le district de Lavaux-Oron.

## Héraldique
| Blason de Bussigny | Blason  | Parti d'azur au croissant d'or accompagné en chef de deux étoiles du même, et d'or au cabri saillant de sable, lampassé de gueules. |
| Blason de Bussigny | Détails | Bussigny faisait anciennement partie de la seigneurie d'Oron. Avant la Réforme protestante, les habitants étaient paroissiens de Saint-Martin, puis ont été rattachés à la paroisse de Châtillens. Les armoiries de la commune, adoptées en 1923, ont repris les étoiles et la croissant d'un ancien sceau paroissial de Châtillens, alors que le cabri rappelle le surnom donné aux habitants du village. Les armoiries de la commune sont approuvées par le canton de Vaud. |

## Toponymie
Ce toponyme est attesté en 1517 sous la forme Bussignye.
Il tire son origine du nom de personne latin Bussenius avec le suffixe celtique -akos devenu en latin -acum. Ce nom fait partie de l'importante famille de toponymes formés à l'époque romaine, et qui ont été créés à partir d'un nom de famille propriétaire du domaine. La forme composée Bussigny-sur-Oron s'explique par le besoin de distinguer cette localité de Bussigny-près-Lausanne.

## Histoire
La commune a fusionné, le 1er janvier 2012, avec celles de Châtillens, Chesalles-sur-Oron, Écoteaux, Les Tavernes, Les Thioleyres, Oron-le-Châtel, Oron-la-Ville, Palézieux et Vuibroye pour former la nouvelle commune d'Oron.